# Ernest Bauer
Ernest Bauer (Zagreb, 4. travnja 1910. – Zagreb, 29. prosinca 1995.), bio je hrvatski publicist i politolog.

## Životopis
Ernest Bauer rođen je u Zagrebu 1910. godine. U Zagrebu je zavšio pučku školu, gimnaziju i diplomirao na Filozofskom fakultetu Sveučilišta u Zagrebu. Poslijediplomski studij je nastavio kao stipendist francuskog Ministarstva vanjskih poslova u Parizu i Strassbourgu. Službovaoje kao gimnazijski profesor u Varaždinu (1934.), Zagrebu (1935.) i Vinkovcima (1935. – 1937.). Godine 1937. dobiva njemačku stipendiju (Alexander v. Humboldt-Stiftung), odlazi u Leipzig i doktorira filozofiju 1939. godine. Nakon povratka u Hrvatsku postaje ravnateljem njemačke novinske agencije "Europa-Press". Nakon Simovićeva puča 1941. godine biva uhićen, ali dolaskom NDH oslobođen i imenovan pročelnikom Ureda za novinstvo Ministarstva za vanjske poslove. Nekoliko mjeseci poslije biva premješten za savjetnika i novinskog atašea u poslanstvu NDH u Bukureštu. Sljedeće godine vraća se ponovno u Zagreb i radi u različitim službama u Ministarstvu za vanjske poslove, između ostalog i kao pročelnik za germanske zemlje u političkom odjelu. Godine 1943. Bauer je imenovan docentom na slavistici na Sveučilištu u Zagrebu.
Od 1945. do 1954. godine živi u Austriji. Studirao je u Grazu i ovaj put doktorirao iz političkih znanosti (1948.). Nakon toga preselio se je u München, gdje je bio imenovan višim činovnikom njemačke savezne vlade i radio do umirovljenja, 1975. godine, otkad se više bavi publicistikom i znanošću. Bio je glavni urednik hrvatskog časopisa na njemačkom jeziku Kroatische Berichte u Mainzu, predsjednik Društva za proučavanje hrvatskog pitanja te vijećnik Hrvatskoga narodnog vijeća u New Yorku i predsjednik Hrvatskoga narodnog odbora u Münchenu. Bauer se desetljećima plodno bavio znanstvenim i publicističkim radom napisavši više od četiri stotine različitih rasprava i prikaza u brojnim publikacijama na hrvatskom, njemačkom, engleskom, francuskom, talijanskom i španjolskom jeziku. Brojna djela koja je zasebice objavio većinom su povijesno-političkog sadržaja, ali su protkana nedvojbenim literarnim crtama. Njihovi naslovi najbolje predočuju problematiku kojom se bavio.

## Djela
- Današnja Njemačka, Zagreb, 1937.
- Štampa europskih velevlasti i Amerike, Zagreb, 1940.
- Hrvati u Tridesetgodišnjem ratu, Zagreb, 1941.
- Novo lice Rumunjske, Zagreb, 1943.
- Die Entwicklung der Publizistik in Kroatien, Zagreb, 1944.
- Glanz und Tragik der Kroaten, Wien-München. 1969.
- Zwischen Halbmond und Doppeladler: 40 Jahre österreichischer
- Verwaltung in Bosnien und Herzegowina, Wien-München, 1971.
- Drei Leopardenkoepfe in Gold: Oesterreich in Dalmatien, Wien-München, 1973.
- Slava i tragika Hrvata, Wien-München, 1973.
- Joseph Graf Jellachich, Banus von Kroatien, Wien, 1975. (na hrv. jeziku Hrvatski ban Jelačić, München, 1981.)
- Aloisius Kardinal Stepinac. Ein Leben fuer Wahrheit, Recht und Gerechtigkeit, Recklinghausen, 1984.
- Der Löwe vom Isonzo. Feldmarschall Svetozar Boroević de Bojna, Graz, 1985. (2. izd. 1986.; tal. izd. Boroevic il leone dell'Isonzo, Gorica, 1986., 2. tal. izd. 1987., 3. tal. izd. 2006., 4. tal. izd. 2010.[2])
- Život je kratak san (sjećanja), München-Barcelona, 1987.
- Der letzte Paladin des Reiches. Stjepan pl. Sarkotić, Graz, 1988. (tal. izd. L'ultimo paladino dell'impero: il colonnello generale Stefan Sarkotić barone von Lovćen, Trst, 1989.[2])
- Sjaj i tragika hrvatskog oružja, Nakladni zavod Matice hrvatske, Zagreb, 1991., ISBN 86-401-0234-1 (UDB-a je spriječila izdavanje Bauerove knjige 1971. u Zagrebu).[3]

## Vanjske poveznice
- Djela Ernesta Bauera u NSK, Zagreb